# Karl Gützlaff

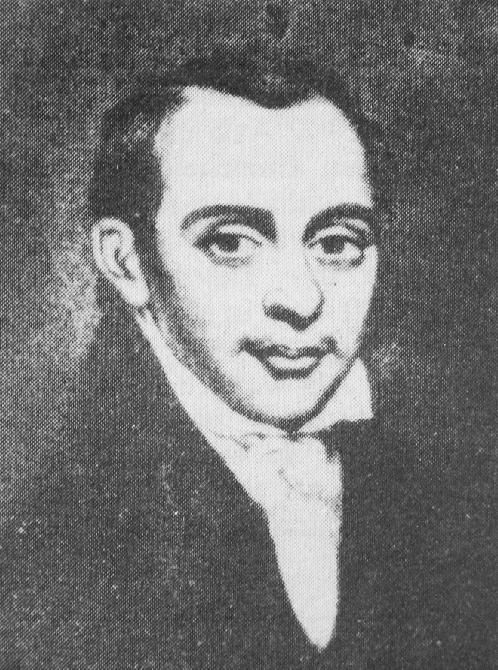
Karl Gützlaff (um 1834).

Karl Friedrich August Gützlaff (in angelsächsischer Literatur meist Gutzlaff, chinesisch 郭士立, Pinyin Guō Shìlì; * 8. Juli 1803 in Pyritz, Westpommern; † 9. August 1851 in Hongkong) war ein deutscher evangelischer Missionar, der ab 1827 in Fernost wirkte. Als Pietist zählte er zu den frühen Vertretern der sogenannten Glaubensmission und betätigte sich auch als Bibelübersetzer. Während des Ersten Opiumkriegs spielte er eine wichtige nachrichtendienstliche Rolle für die Kriegsführung des britischen Expeditionskorps in China.

## Leben und Werk
Carl Gützlaff, wie sein Name in zeitgenössischen Artikeln geschrieben wurde, war der Sohn des „braven und gottesfürchtigen“ Schneidermeisters Johann Jacob Gützlaff. Seine Mutter starb, als der Junge erst vier Jahre alt war, auch seine Stiefmutter, eine „liebreiche Pflegerin“, starb bald; während ihn die dritte Ehefrau des Vaters mit einer Härte behandelte, „unter welcher sowohl seine leibliche, als geistige Entwicklung litt, und die fröhliche Munterkeit seiner Jugend durch starre Schwermuth getrübt ward“, und er unter Einsamkeit litt. Er wurde in den Franckeschen Schulen in Halle durch eine pietistische Frömmigkeit geprägt. Nach dem Besuch der Volksschule begann er eine Lehre als Gürtelmacher und Sattler; 1816 kam er nach Stettin, und er interessierte sich für den Glauben, hatte aber noch keine Bekehrung erlebt.
Im Jahr 1820 kam er mit König Friedrich Wilhelm III. in Kontakt, dem er bei dessen Besuch in Stettin ein selbst verfasstes Gedicht überreichte, und der für seine Unterstützung sorgte. Gützlaff trat im April 1821 in die vom König unterstützte Missionsschule von Johannes Jaenicke in Berlin ein, die von der herrnhutischen Frömmigkeit geprägt war. Im gleichen Jahr bekehrte er sich nach inneren Kämpfen zu Jesus Christus und wurde ein überzeugter Jünger und Zeuge Jesu, der zudem stark vom pietistischen Theologen August Tholuck geprägt wurde.
Gützlaff studierte intensiv mehrere asiatische Sprachen. 1823 bis 1826 setzte er seine Ausbildung in Rotterdam fort und lernte dabei Niederländisch und Malaiisch, um sich für den Missionsdienst in Niederländisch-Indien vorzubereiten. Auch in Türkisch und Arabisch erwarb er bereits in Holland Kenntnisse. 1827 schickte ihn eine holländische Missionsgesellschaft nach Batavia, und hier lernte er noch die chinesische Sprache. Er arbeitete mit dem britischen Missionar Walter Medhurst zusammen, der den an China sehr interessierten Gützlaff ermutigte, seine China-Studien zu vertiefen.

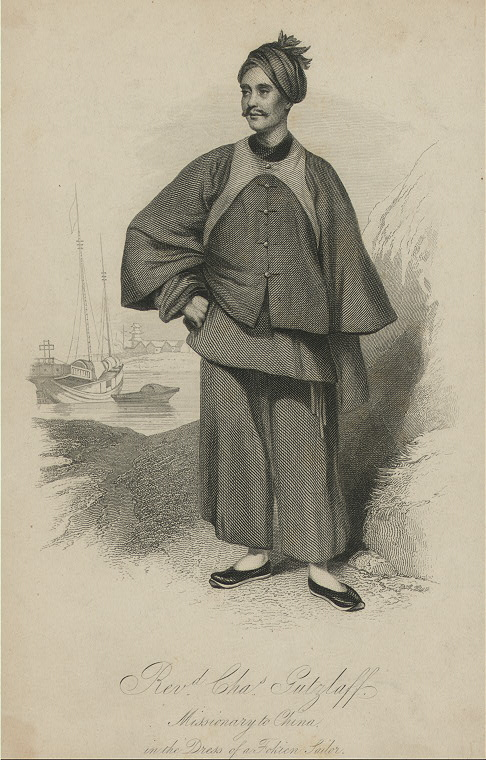
Karl Gützlaff in chinesischer Landestracht

1828 verließ dieser die Gesellschaft und ließ sich auf der Insel Bintan vor Singapur nieder, er gründete eine Krankenstation, und später ging er nach Bangkok. Sein Sprachgenie zeigte sich, als er die Bibel ins Siamesische übersetzte. Später beherrschte er auch diverse chinesische Dialekte, z. B. Mandarin, Kantonesisch, Fuijan usw. 1830 heiratete er die Engländerin Mary Newell, die er von der London Missionary Society in England her kannte. Er begann die Bibel in weitere fernöstliche Sprachen zu übersetzen und gab sowohl ein chinesisches als auch ein japanisches Wörterbuch heraus. Als seine Frau 1831 im Wochenbett starb, war er wieder auf sich allein gestellt. Als Freimissionar ging er von Bangkok nach Macau, nach Hongkong und gelangte als erster Europäer nach Shanghai.
Nach einer Seereise als Schiffsarzt und Dolmetscher mit dem britischen Handelsschiff HMS Lord Amherst betrat er am Nachmittag des 17. Juli 1832 als erster Deutscher Korea, und zwar auf der Insel Godae-do bei Boryeong, und er war gleichzeitig der erste protestantische Missionar in diesem Land. Er blieb jedoch nur einen Monat in Korea. Bereits am 27. Juli schrieb ein junger Sekretär namens Yang-yhi alle Buchstaben der koreanischen Sprache für Gützlaff auf. Dieser bat ihn das Unser Vater−Gebet aus dem Chinesischen ins Koreanische zu übersetzen. Während seines kurzen Aufenthalts in Korea verteilte er wahrscheinlich auch einige Exemplare des chinesischen Neuen Testaments und chinesische Traktate. Gützlaff war sich bewusst, dass Korea eine eigene und einzigartige Schrift hatte, und er stellte die koreanische Schrift Hangeul zum ersten Mal ausführlich und wissenschaftlich im Westen vor. Im November 1832 veröffentlichte er im Missionsmagazin The Chinese Repository einen Artikel mit dem Titel Remarks on the Corean Language.
Gützlaff unternahm danach zuerst Reisen entlang der chinesischen Küste, dann von Kanton aus auch ins unbekannte Inland. In Europa berichteten einige Zeitungen über seine Reisen, die später zusätzlich in Buchform erschienen, einige Beachtung fanden und sogar Begeisterung für die Missionsarbeit in China auslösten. Fast 20 westliche Missionare kamen zu ihm, um ihn zu unterstützen und von ihm zu lernen. Er übersetzte die Bibel ins Chinesische, er verfasste Traktate und gab eine englisch-chinesische Monatszeitschrift heraus. Er stellte sich Handelsgesellschaften als Dolmetscher und Sekretär zur Verfügung, so dem Handelshaus Jardine-Matheson und 1835 der Britischen Ostindien-Kompanie (British East India Company), nachdem der schottische presbyterianische Missionar Robert Morrison 1834 gestorben war. Er nutzte diese Kontakte zu missionarischen Tätigkeiten, z. B. der Bibelverbreitung.
Während des Ersten Opiumkriegs 1839–1843 diente er unter den Superintendenten Charles Elliot und Henry Pottinger als Dolmetscher und Chef für nachrichtendienstliche Aufgaben des britischen Expeditionskorps. Dabei konnte er aufgrund seiner Kontakte mit den Einheimischen der britischen Führung einen klares Lagebild liefern und chinesische Aktionen aufgrund seiner Informanten vorhersagen. Im Laufe seiner Tätigkeit trat er auch in Zhoushan und Ningbo als Verwalter temporär besetzter chinesischer Städte auf. Um die jungen Christen in Südchina ihrem Schicksal nicht zu überlassen, berief er Einheimische als Mitarbeiter und gab ihnen eine kurze Ausbildung. Nach Kriegsschluss blieb er in Hongkong stationiert.
Gützlaff unternahm mehrere gefahrvolle Reisen ins Innere Chinas. Er war entschlossen, notfalls unter Todesgefahr nach China zu gehen und zu evangelisieren. Er begann, in chinesischer Kleidung zu arbeiten, und gab sich einen chinesischen Namen – Guo Shili (郭實獵). Voller pietistischer Euphorie schrieb er in sein Tagebuch: „Mein Aug ist nun ganz auf China gerichtet […] aus Überzeugung daß der Herr mir diesen Weg weist und darin mein Gebet erhört. Ich will die 100 Millionen [Chinesen] an das hohepriesterliche Herz des Herrn Jesus legen“ (17. Mai 1831).
Als die chinesische Regierung Ausländern den Zugang zum Landesinnern verbot, gründete Gützlaff 1844 eine Schule für chinesische Missionare. Im ersten Jahr wurden zwanzig, in den nächsten drei Jahren 300 Einheimische rekrutiert und schnell ausgebildet. Manche dieser Missionare nutzten Gützlaffs Optimismus, Gutgläubigkeit und die fehlende Kontrolle jedoch schamlos aus. Viele von ihnen waren Opiumsüchtige, die das ihnen anvertraute Geld für eigene Zwecke missbrauchten. Bei ihrer Rückkehr brachten sie erlogene Berichte über zahlreiche Bekehrungen, die sie im Landesinneren bewirkt hätten. Die Neuen Testamente, die Gützlaff den Einheimischen mitgegeben hatte, verkauften diese an die Druckerei zurück. Diese wiederum verkaufte sie erneut an ihn. Als Gützlaff dann 1850 in Europa weilte, brach sein chinesischer Verein schließlich auseinander.
Ab Mitte Dezember 1849 hielt Gützlaff auf einer längeren Europareise Vorträge. Im Mai 1850 kam er im Rahmen der Reise nach Deutschland. In seiner Geburtsstadt Pyritz wurde ihm am 11. Juni 1850 die Ehrenbürgerwürde verliehen. Auch von König Friedrich Wilhelm IV. wurde er empfangen.

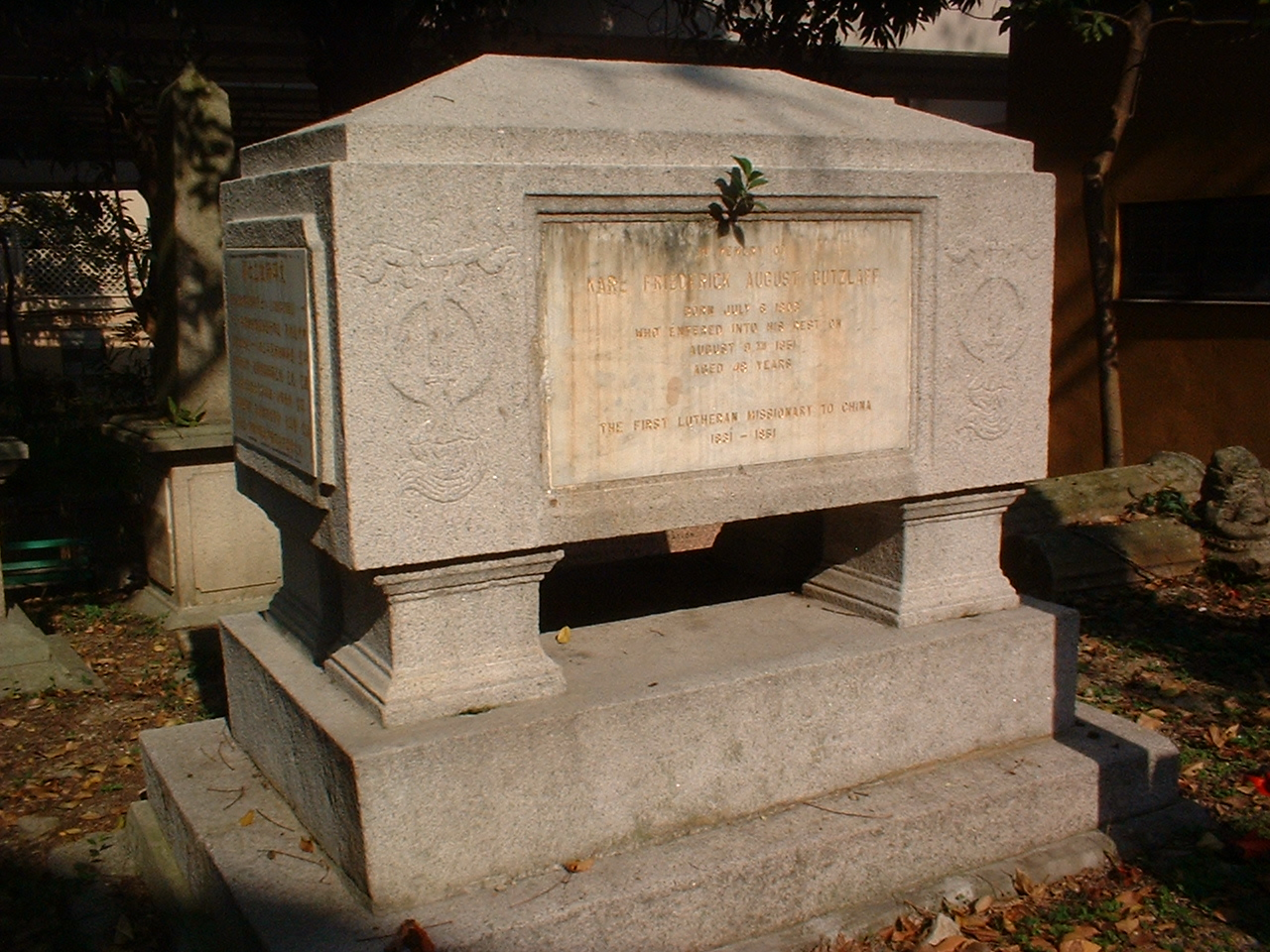
Gützlaffs Grab in Hongkong

Kurz nach seiner Rückkehr nach China starb er am 9. August 1851 in Hongkong. Der englische Missionar Hudson Taylor erfuhr erst später, wie sehr es seinem Vorgänger zu schaffen machte, als er erfuhr, wie er systematisch betrogen worden war. Die wenigsten seiner chinesischen Evangelisten hätten außerhalb Kantons gearbeitet und die meisten Berichte seien in Opiumhöhlen entstanden. Die Beamten der Qing-Dynastie sahen in Gützlaff dagegen einen Verschwörer und schrieben diesem fälschlicherweise eine maßgebliche politische Rolle bei der Entstehung des Krieges zu.
Sein Epitaph liegt im Hong Kong Cemetery in Happy Valley.
Zusammen mit dem schottischen presbyterianischen Missionar Robert Morrison war er wohl ein wesentlicher Wegbereiter für Hudson Taylor gewesen, der ihn den „Großvater der chinesischen Inlandsmission“ nannte. Durch seine vielfältigen publizistischen Tätigkeiten und für damalige Verhältnisse außergewöhnlichen Chinabeschreibungen wurde er in Europa weithin bekannt; auch Karl Marx zitierte ihn im Januar 1850 bei einer Betrachtung sozialer Verhältnisse Chinas.
Gützlaffs Arbeit in China wurde nach seinem Tod vom Berliner Gützlaffverein weitergeführt, 1873 wurde sie von der Barmer Missionsgesellschaft übernommen und 1882 an die Berliner Missionsgesellschaft übergeben. Auch die Basler Mission nahm Impulse von seinen pionierhaften Tätigkeiten auf. Von den vielen Unterstützungsvereinen in Europa erreichte der Londoner Verein eine größere Bedeutung, weil er 1853 Hudson Taylor, den Gründer der China Inland Mission aussandte. Dieser verwirklichte viele Anliegen, die Gützlaff gewollt hatte, jedoch nicht mehr umsetzen konnte.

## Ehrungen und Gedenken
- Eine Straße in Hongkong wurde nach Gützlaff benannt.
- Eine wichtige Rolle spielt Gützlaff in Stephan Thomes Roman Gott der Barbaren, Berlin 2018.
- Am 1. März 2014 wurde in Seoul von Professor Hyun-ki Oh eine Gützlaff-Gesellschaft gegründet, die Tagungen durchführt und eine Zeitschrift herausgibt.[12]

## Schriften
- mit Hugh Hamilton Lindsay: Report of proceedings on a voyage to the northern ports of China, in the ship Lord Amherst. Fellowes, London 1833 (Digitalisat)
- Tagebuch, 1831.
- Chinesische Berichte, 1841 und 1846.
- Vorzeichnungen für eine Reise nach Tibet, Dsungarien, Turkestan und den Kwänlun-Bergen. In: Zeitschrift der Deutschen Morgenländischen Gesellschaft, Band 5. 1851. S. 509–512 (Digitalisat).
- Das Leben des Tao-Kuang, verstorbenen Kaisers von China. Nebst Denkwürdigkeiten des Hofes von Peking usw. Leipzig, Dyk, 1852.